# بیسموت کلرید
بیسموت کلرید (به انگلیسی: Bismuth chloride) با فرمول شیمیایی BiCl۳ یک ترکیب شیمیایی با شناسه پاب‌کم ۲۴۵۹۱ است. که جرم مولی آن 315.34 g/mol می‌باشد. شکل ظاهری این ترکیب، بلورهای زرد است.